# 亀井茲矩
亀井 茲矩（かめい これのり）は、安土桃山時代から江戸時代前期にかけての武将、大名。因幡鹿野藩初代藩主。

## 生涯

### 尼子再興軍から豊臣秀吉の家臣へ
弘治3年（1557年）、尼子氏の家臣・湯永綱の長男として出雲国八束郡湯之荘（現在の島根県松江市玉湯町）に生まれる。
尼子氏が毛利元就によって滅ぼされると流浪の身となった。流浪時代については定かでないところも多い。潜伏先は京都であったらしく、尼子氏の残党である尼子勝久と山中幸盛に出会ったのもこの頃（永禄11年（1568年）頃）と推察される。年齢を考えると、天正元年（1573年）9月頃に山名氏と離反するあたりから、本格的に実戦に参加し始めたものと思われる。同年、茲矩は拠点の一つであった私都（きさいち）城を任されている。また年代は定かではないが、幸盛との緊密な関係から、幸盛の養女（亀井秀綱の次女）を娶り、亀井姓を名乗ってその名跡を継いだ。
この頃の尼子氏再興の動きは、常に強大な毛利軍と寡兵で戦わねばならず、一時的な成果しか挙げられなかった。ところが新興勢力である織田信長が台頭し、中国地方を伺う情勢となると、尼子残党は織田氏家臣・羽柴秀吉の傘下に入り、播磨国を転戦した。茲矩自身は、天正5年（1577年）に、明智光秀に属して丹波国籾井郷に3,000石を知行され、松永久秀謀反後の信貴山城攻めにも参加している（『亀井家譜』）。天正6年（1578年）に尼子勝久らが上月城で孤立し、勝久は自刃し幸盛も降伏後に処刑されたが、茲矩は羽柴軍と同行していたため難を逃れた。以降も羽柴軍に属し、天正9年（1581年）には吉川経家が守る鳥取城攻略で戦功を挙げたため、因幡国鹿野城主に任命され、1万3,500石を領した。24歳の若年で前線の城主を任されていることからして、秀吉は相応の信頼を寄せていたものと考えられる。また、本能寺の変後の秀吉の中国大返しの際には後詰めとして鹿野城に残留した。
信長の死後、秀吉が台頭するとその家臣となり、豊臣政権下において、宮部継潤のもと、垣屋恒総、荒木重堅（木下重堅）、南条元続と共に「因幡衆」として働き、銀山経営、干拓、用水路開設などの行政面における手腕を発揮した。文禄・慶長の役では水軍を率い、朝鮮でも戦っている。また朝鮮での在陣中に鉄砲による虎狩を行い、得た虎を京都の秀吉の元へと送った記録が残されている。

### 近世大名
秀吉死後は徳川家康に接近し、慶長5年（1600年）の関ヶ原の戦いでは東軍に与して、山名豊国を従えて最前衛で戦った。関ヶ原本戦後に鳥取城を攻めたが、堅城であったためなかなか陥落せず、西軍方の但馬竹田城主・斎村政広を寝返らせて援軍とし、さらに城下の焼き討ちによってようやく落城させた。この焼き討ち行為は家康の不興を買ったが、政広ひとりが焼き討ちの首謀者とされ、政広は責任を取って自害させられた。これは茲矩が自身の責任を回避すべく讒言したという説がある。また水口岡山城に籠る長束正家を本領安堵を条件に降伏させ、同城を開城させた。
戦後、功績によって因幡高草郡2万4,200石を加増され、3万8,000石の鹿野藩初代藩主となる。江戸幕府下においては、農業開発、銀山開発、用水路開設などの行政面に手腕を振るう一方で、幕府の朱印状を得てシャムと交易を行なうなど、世界に視野を広げた実業家でもあった。特に日本海側の大名が南蛮貿易を行った事例は希少である。
慶長17年（1612年）死去した。なお、嫡子・政矩の代に石見国津和野4万3,000石に加増転封されている。

## 逸話
- 茲矩は東アジアへの関心に影響されてか、秀吉が中国大返しによって姫路城に戻った6月7日の翌日、毛利と講和したため茲矩に約束していた出雲半国の代わりに恩賞となる別国の希望を聞いたところ「琉球国を賜りたい」と答えたため、秀吉は「亀井琉球守殿」と書いた扇を茲矩に授けたという（『寛永諸家系図伝』）。しかし、茲矩は朝鮮出兵初年にこの扇を搭載した船を李舜臣の攻撃で奪われた。李舜臣の朝鮮朝廷への戦果報告である「唐浦破倭兵状」には扇の右から

| 「 | 羽柴筑前守 六月八日 秀吉 亀井琉求守殿 | 」 |

の3行が書かれており、上記の記録と一致する。琉球守は律令にないユニークな官職名であり、茲矩も琉球征伐を秀吉に申し出て一度は許可されている。しかし豊臣政権として琉球政策は島津氏を取次とする支配体系となったため、権益を有する島津家からの妨害もあって茲矩の官職名は九州征伐の頃から小田原征伐の頃にかけて武蔵守となっている。その後、台州守の号を称したが、これは現在の中華人民共和国浙江省の台州市のことである。ただし、文禄・慶長の役で明攻略が挫折した以降は再び武蔵守を名乗っている。なお、この琉球を所望する逸話は1993年（平成5年）のNHK大河ドラマ『琉球の風』の第1話冒頭でも描かれた。
- 茲矩が朝鮮出兵時に虎狩で得た虎を京都の秀吉の元へと送った際、秀吉は朝鮮の茲矩へと礼状を返している。この礼状の花押は秀吉のものだが、執筆したのは祐筆役を務めた長束正家であり、書状上段で感謝を述べる傍ら、下段には守将たる茲矩らへの防禦指示も綴られ、長きに渡り共に秀吉の股肱として働いた両者ならではのやりとりの円滑さが見て取れる[4]。このわずか数年後には関ヶ原の戦いが起き、西軍側の正家は水口岡山城へと退却・籠城するも、そこへ寄せ手として現れたのが東軍側の茲矩であり、助命を条件に正家は降伏、水口岡山城は開城している（助命叶わず正家は切腹）。
- 茲矩は家康に次いで朱印船貿易のための西洋型帆船を自主建造しようとした大名である。ただし建造には至らず、慶長13年（1608年）に6万斤積（積載重量約250t）の「くろふねなりの船」の建造計画を立てて薩摩産の樟材などの材料を集めたが未成に終わった[5]。

## その他
- 政治家の亀井久興、亀井亜紀子親子は子孫にあたるが、現在の亀井家は明治時代に公家の堤家から養子入りした茲明の家系なので、茲矩と直接の血縁関係はない。
- 亀井茲矩は敬神の心も篤く、摂津国の御霊神社を自邸敷地内であった現在地に遷座して祀った。慶長年間には、因幡国高草（鳥取県鳥取市白兎海岸）の白兎神社を再興した。

## 関連作品
小説
- 岩井三四二『琉球は夢にて候』（角川学芸出版、2006年）
- 火坂雅志『おらんだ櫓』（『壮心の夢』収録、文春文庫、1999年）
- 今村翔吾『夢はあれども』（『戦国武将伝 西日本編』収録、PHP研究所、2023年）

テレビドラマ
- 『琉球の風』（1993年、NHK大河ドラマ、演：ポール牧）
- 『軍師官兵衛』（2014年、NHK大河ドラマ、演：関貴昭）